# (12353) Márquez
(12353) Márquez est un astéroïde de la ceinture principale.

## Nom
Son nom, initialement orthographié erronément « Màrquez », est rectifié en « Márquez » le 14 août 2023.

## Description
(12353) Márquez est un astéroïde de la ceinture principale. Il fut découvert le 20 juillet 1993 à La Silla par Eric Walter Elst. Il présente une orbite caractérisée par un demi-grand axe de 2,92 UA, une excentricité de 0,02 et une inclinaison de 2,5° par rapport à l'écliptique.

## Compléments